# 1353

## Събития
- Джовани Бокачо завършва сборника Декамерон.
- 3 март – Берн влиза в състава на Швейцарската конфедерация.
- Сиамската армия превзема Ангкор, столицата на Кхмерската империя.

## Родени
- Маргарет I, кралица на Дания

## Починали
- Стефан II Котроманич, бан на Босна
- Симеон, велик княз на Владимирско-Суздалското княжество